# 화순 쌍봉사 대웅전
화순 쌍봉사 대웅전(和順 雙峰寺 大雄殿)은 전라남도 화순군 이양면, 쌍봉사에 있던 대웅전이다. 1963년 1월 21일 대한민국의 보물 제163호로 지정되었으나, 1984년 4월 3일 화재로 소실되어, 1984년 5월 30일 보물 지정이 해제되었다.

## 개요
상륜(相輪)이나 찰주(擦柱)가 없어 탑파라고 보기는 힘드나 전체적인 형태가 3층목탑의 형식을 가지고 있어 법주사 팔상전과 함께 목탑의 예로써 귀중하다.
3층이 모두 각 면이 1간으로 되었고 탑신이 세장(細長)하다. 지붕은 1층, 2층이 우진각이고 3층이 팔작인데 길게 뻗은 무거운 처마에 맞추기 위해 포(包)는 각 면에 2개를 첨가한 다포(多包)로 되어 있다.
근년 중수시에 나온 상량문(上樑文)에 의해 조선 경종(景宗) 4년(1724)에 세 번째 중건(重建)한 것임이 드러났다. 1984년 4월 3일 화재로 소실되어 보물 지정이 해제되었다. 현재 있는 대웅전은 1986년 네 번째 중건된 것이다.

## 현지 안내문
쌍봉사는 신라 구산선문 중의 일문인 사자선문의 개조인 철감선사가 통일신라 48대 경문왕 8면(868년)에 창건하였다.
대웅전은 평면이 방형인 3층 전각으로 사모지붕의 목조탑파형식을 지닌 희귀한 양식이다.
1936년 5월 3일 보물 제163호로 지정되어 보존해 오던중 1984년 4월 2일 신도의 부주의로 소실 문화재 지정이 해제되었으며, 복원공사는 문화재관리국이 그간 자료를 수집하여 1985년 8월 5일 착공하여 1986년 12월 30일 준공, 원형대로 복원되었다.

## 같이 보기
- 쌍봉사

## 참고 자료
- 쌍봉사대웅전 - 국가유산청 국가유산포털